# جان مک‌کرکن

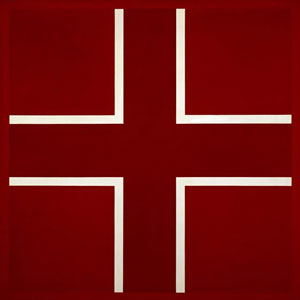
۲۳، نقاشی رنگ روغن روی بوم اثر مک کراکن، ۱۹۶۴، موزه هنر آمریکایی اسمیتسونیان

جان هاروی مک کراکن (۹ دسامبر ۱۹۳۴). – ۸ آوریل ۲۰۱۱) هنرمند مجسمه‌ساز مینیمالیست بود. او در لس‌آنجلس، سانتافه، نیومکزیکو و نیویورک زندگی و کار کرده‌است.

## آموزش/تدریس
مک کراکن پس از فارغ‌التحصیل شدن از دبیرستان، به‌مدت چهار سال در نیروی دریایی ایالات متحده خدمت کرد. او پس از ثبت‌نام در کالج هنر و صنایع دستی کالیفرنیا در اوکلند، در سال ۱۹۶۲، مدرک لیسانس هنرهای زیبا را دریافت کرد و پروژه‌های خود را در کارشناسی ارشد هنرهای زیبا به پایان رساند. در طی این سال‌ها او با گوردون اونسلو فورد و تونی دلاپ هم‌کلاس بوده‌است.

### تدریس
- ۱۹۶۵–۱۹۶۶: دانشگاه کالیفرنیا، ارواین
- ۱۹۶۶–۱۹۶۸: دانشگاه کالیفرنیا، لس‌آنجلس
- ۱۹۶۸–۱۹۶۹: مدرسه هنرهای تجسمی، شهر نیویورک
- ۱۹۷۱–۱۹۷۲: کالج هانتر، نیویورک
- ۱۹۷۲–۱۹۷۳: دانشگاه نوادا، رینو
- ۱۹۷۳–۱۹۷۵: دانشگاه نوادا، لاس‌وگاس
- ۱۹۷۵–۱۹۷۶: دانشگاه کالیفرنیا، ارواین
- ۱۹۷۵–۱۹۸۵: کالج مطالعات خلاق، دانشگاه کالیفرنیا، سانتا باربارا

## فعالیت کاری
زمانی که جان مک‌کراکن در سطح بین‌المللی شناخته شد، شروع به ساخت اولین آثار مجسمه‌سازی خود در دوران تحصیل (در مقطع کارشناسی ارشد) در کالج هنر و صنایع دستی کالیفرنیا نمود. همراهان مینیمالیست او در این دوره جان اسلورپ و پیتر شنور و نقاشان تام نوزم، وینسنت پرز و تری استجون، (۱۹۶۴، ۱۹۶۵) بودند. دنیس اوپنهایم نیز که در آن زمان به همان اندازه شهرت داشت، در مقطع کارشناسی ارشد در استنفورد ثبت‌نام کرده بود، و از شرکت‌کنندگان این مقطع از تحصیلات تکمیلی بود. مک کراکن درحالی‌که با بوم‌های سه‌بعدی به آزمایش‌هایی مشغول بود، شروع به تولید اشیاء هنری ساخته‌شده با تکنیک‌ها و مواد صنعتی، تخته سه‌لا، لاک، رزین و رنگ‌دانه کرده و آثار مینیمالیستی با سطوح بسیار بازتابنده و صاف خلق کرد. او تکنیک‌هایی را به‌کار برد که در ساخت تخته‌های موج‌سواری مورد استفاده قرار می‌گرفت. بعدها مک کراکن عضوی از جنبش نور و فضا شد، که شامل افرادی چون جیمز تورل، پیتر الکساندر، لری بل، رابرت ایروین نونی گرویلا و دیگران می‌شود. او در مصاحبه‌هایی که داشته، بیشترین تأثیرات خود را آثار اکسپرسیونیست انتزاعی بارنت نیومن و مینیمالیست‌هایی مانند دونالد جاد، دن فلاوین و کارل آندره ذکر می‌کند.
آثار اولیه خلق‌شده توسط جان مک‌کراکن از آرم شرکت‌ها، مانند لوگوی شرکت شورون الهام گرفته شده بودند. مجسمه‌های او به روابط متقابل موجود بین دنیای مادی و طراحی می‌پردازد.
در سال ۱۹۶۶، مک‌کراکن به فرم مجسمه‌سازی با امضای خود رسید: پلانک، قالب باریک، تک‌رنگی و شکل مستطیلی که با زاویه به دیوار (محل نقاشی) تکیه می‌کند. و هم‌زمان وارد فضاهای سه‌بعدی و فضای فیزیکی می‌شود. او ایده پلانک را در زمانی تصور کرد که هنرمندان در طیف و سبک، جنبه‌هایی از نقاشی و مجسمه‌سازی را در آثار خود ترکیب می‌کردند و بسیاری با سطوح بی‌پالایش و ساده آثار خود را خلق می‌کردند. مک‌کراکن خاطرنشان می‌کند، «من پلانک را بین دو جهان می‌بینم؛ کف نمایان‌گر دنیای فیزیکی اشیاء ایستاده، درختان، ماشین‌ها، ساختمان‌ها، [و] بدن انسان و… و دیوار نشان‌دهنده دنیای تخیل می‌باشد. فضای نقاشی توهم‌گرایانه، [و] فضای ذهنی انسان». مجسمه‌ها از فرم‌های تخته سه‌لای پوشیده‌شده با فایبرگلاس و لایه‌هایی از رزین پلی‌استر تشکیل می‌شدند. درحالی‌که سطح رزین صیقلی و یادآور زیبایی‌شناسی پلانک موج‌سواری جنوب کالیفرنیا در دهه ۱۹۶۰ و فرهنگ Kustom Kar (خودروهای اصلاح‌شده از دهه ۱۹۳۰ تا اوایل دهه ۱۹۶۰ که سبک‌های سفارشی‌سازی آن دوره را دارند) بود، این عنوان از شعارهای تبلیغاتی در مجلات مد گرفته شده‌است. علاوه بر پلانک‌ها، این هنرمند قطعات دیوار و مجسمه‌های مستقل را در اشکال و اندازه‌های هندسی مختلف، از اشکال کوچک‌تر روی پایه‌ها گرفته تا سازه‌های بزرگ، در فضای باز به شکل اهرام، زیگورات، چهاروجهی و گاهی کریستال‌ـ خلق کرد. او با فولاد ضدزنگ و برنز صیقلی نیز کار می‌کرد و گه‌گاه آثاری می‌ساخت که در واقع پلانک‌ها را به عناصر نازک و تکراری که در یک ردیف به دیواری تکیه می‌دادند برش می‌داد.
در آثار مک‌کراکن از رنگ به‌عنوان «ماده» استفاده می‌شد. در این آثار، رنگ‌های ضخیم و پررنگ با پرداخت بسیار صیقلی، نور را به‌صورت منحصربه‌فرد منعکس می‌کنند، و ناظر را به گونه‌ای محسور می‌کنند که اثر را در بعد دیگری می‌بیند. پالت رنگ او شامل صورتی حبابی، زرد لیمویی، یاقوتی کبود و آبنوسی بود، که معمولاً به‌صورت تک‌رنگ استفاده می‌شد. گاهی اوقات استفاده از چندین رنگ، مانند جریان گدازه مذاب، سطح مجسمه را درخشان می‌کرد. مک کراکن معمولاً به‌جای استفاده از رزین یا لاک صنعتی، از رزین‌های دست‌ساز استفاده می‌کرد. در اثری که از لاک دست‌ساز خود مک کراکن استفاده شده، مشخص است که با دقت آن‌ها را رنگ‌کاری کرده‌است.[نیازمند منبع] سطوح تک‌رنگ آثار او به‌دلیل سنباده‌کاری و صیقل دادن شفاف می‌باشند. او همچنین آثاری را از چوب رنگ‌آمیزی‌شده، برنز بسیار صیقلی و فولاد ضدزنگ بازتابنده ساخته‌است.
در سال‌های ۱۹۷۱ تا ۱۹۷۲، مجموعه‌ای از نقاشی‌های کمتر دیده‌شده را بر اساس ماندالای هندو و بودا ساخت، که برای اولین بار در سال ۲۰۱۱ در کاستلو دی ریوولی به نمایش درآمد. کتابی با عنوان «جان مک کراکن: کتاب طرح» در سال ۲۰۰۸ توسط ردیوس بوکز منتشر شد.
در طول دهه ۱۹۷۰ و اوایل دهه ۱۹۸۰، در دوره‌ای، او وقت خود را به تدریس در دانشگاه نوادا در رنو و لاس‌وگاس و در دانشگاه کالیفرنیا، سانتا باربارا اختصاص داد، مک‌کراکن توجه انتقادی نسبتاً کمی را به خود جلب کرد. نقل‌مکان او و همسرش، گیل بارینگر، در سال ۱۹۸۵ به لس آنجلس، تأثیر زیادی بر آثار، نمایشگاه‌ها، گالری‌ها و شناخت نسل جوان‌تر از او، فروشندگان، و کار هنری او بخشید. مک کراکن از سال ۱۹۹۴ به بعد در سانتافه زندگی می‌کند.

## نمایشگاه‌ها
مک کراکن اولین نمایشگاه خود در لس‌آنجلس را در گالری نیکلاس وایلدر، در سال ۱۹۶۵، و اولین نمایشگاه خود در نیویورک را در گالری رابرت الکان، در سال ۱۹۶۶ برگزار کرد. همین‌طور نمایشگاه بعدی خود در گالری Sonnabend در سال ۱۹۹۲ برگزار کرد.
آثار هنری مک‌کراکن در همه نمایشگاه‌های مهم مجسمه‌سازی مینیمالیست در ایالات متحده و اروپا گنجانده شده‌است، نمایش آثار او با ساختارهای اولیه در موزه یهودی نیویورک، در سال ۱۹۶۶ و مجسمه‌سازی آمریکایی دهه شصت، در موزه شهرستان لس‌آنجلس شروع شد.
مروری بر آثار مک کراکن توسط کاستلو دی ریوولی - موزه هنرهای معاصر، تورین در بهار ۲۰۱۱ برگزار شد. از دیگر نمایشگاه‌های انفرادی اخیر او شامل خانه اینورلیت در باغ گیاه‌شناسی سلطنتی ادینبورگ (۲۰۰۹) و موزه اشتدلیک آمستردام، گنت (۲۰۰۴) می‌باشد.
او در سال ۲۰۰۷، در Documenta 12 در کاسل مورد تقدیر قرار گرفت، در این مراسم به بررسی کوچکی از هنر او پرداخته شد.

## حراجی‌ها
میانگین ده اثر برتر او در حراج همگی بیش از ۲۰۰۰۰۰ دلار است، از جمله امتیاز بالای حراج او برای یک «تخته سیاه» هشت فوتی در سال ۱۹۷۲، که به قیمت ۱۸۰٬۰۰۰ پوند (۳۵۸٬۶۳۷ دلار) فروخته شد.

## مجموعه‌های دائمی
- شماره ۲۵، ۱۹۶۴، موزه هنر دانشگاه، دانشگاه کالیفرنیا، برکلی
- Nine Planks V ،۱۹۷۴، موزه هنر لاگونا، ساحل لاگونا
- ستون آبی، ۱۹۶۷، موزه هنر شهرستان لس‌آنجلس
- پلانک، ۱۹۷۶، موزه هنر شهرستان لس‌آنجلس
- به من نگو کی توقف کنم، ۱۹۶۷، موزه هنر شهرستان لس‌آنجلس
- بدون عنوان، ۱۹۸۲، موزه هنر شهرستان لس‌آنجلس
- میکونوس، ۱۹۶۵، موزه هنر نیوپورت هاربر، ساحل نیوپورت
- پلانک، ۱۹۷۴، موزه هنر نیوپورت هاربر، ساحل نیوپورت
- هرم، موزه هنر نیوپورت هاربر، ساحل نیوپورت
- مکعب قرمز، ۱۹۷۱، موزه هنر نیوپورت بندر، ساحل نیوپورت
- بدون عنوان، موزه هنر نیوپورت هاربر، ساحل نیوپورت
- Blue Post and Lintel I ،۱۹۶۵، موزه نورتون سایمون، پاسادنا
- لو بارون، موزه اوکلند، اوکلند
- عشق به زبان ایتالیایی، ۱۹۶۷، موزه اوکلند، اوکلند
- Nine Planks,IV ،۱۹۷۴، موزه هنرهای معاصر سن‌دیگو، لاجولا
- نقاشی، ۱۹۷۴، موزه هنرهای معاصر سن‌دیگو، لاجولا
- راست پایین، ۱۹۶۷، موزه هنر مدرن سانفرانسیسکو، سانفرانسیسکو
- موزه هنر دانشگاه، دانشگاه کالیفرنیا، سانتا باربارا
- موزه هنر سانتا باربارا، سانتا باربارا
- Blue Post and Lintel ،۱۹۷۰، موزه هنر هونولولو، هونولولو، هاوایی
- چیمو، ۱۹۶۵، موزه هنر هونولولو، هونولولو، هاوایی
- هرم زرد، ۱۹۶۵، موزه هنر هونولولو، هونولولو، هاوایی
- پلانک، ۱۹۸۰، شرکت K & B، نیواورلئان، لوئیزیانا
- عطر مطلقاً برهنه، ۱۹۶۷، موزه هنر مدرن، نیویورک، نیویورک
- Naxos ،۱۹۶۵، Solomon R. Guggenheim Museum، نیویورک، نیویورک
- بدون عنوان (جعبه صورتی)، ۱۹۷۰، موزه سولومون آر. گوگنهایم، نیویورک، نیویورک
- بدون عنوان، ۱۹۶۹، موزه سولومون آر. گوگنهایم، نیویورک، نیویورک
- بلوک بنفش در دو قسمت، ۱۹۶۶، موزه هنر آمریکایی ویتنی، نیویورک، نیویورک
- بدون عنوان (پلانک خاکستری)، ۱۹۷۸، موزه طراحی مدرسه رود آیلند، پراویدنس، رود آیلند
- ۲۳، ۱۹۶۴، موزه هنر آمریکایی اسمیتسونیان
- نقاشی دال بدون عنوان، مجسمه رزین و فایبرگلاس، ۱۹۸۱، موزه هنر آمریکایی اسمیتسونیان
- گرین، موسسه هنر مینیاپولیس
- ماندالا پنجم، ۱۹۷۲، موسسه هنر مینیاپولیس
- تا زمانی که به همه آن‌ها نرفته باشید، نمی‌دانید کدام‌یک، ۱۹۶۷، موزه هنر میلواکی، میلواکی، ویسکانسین
- تخته قرمز، ۱۹۶۹. موسسه هنر شیکاگو
- جعبه سیاه شماره ۲، ۱۹۷۱، گالری هنری انتاریو، تورنتو، کانادا
- وینگ (آیل)، ۱۹۹۹، مجموعه هنری ملی فرانسه (FNAC)
- دروازه، ۱۹۹۵، موزه براردو، لیسبون، پرتغال

## کتابشناسی
- Heroic Stance: The Sculpture of John McCracken. Newport Harbor Art Museum, 1987. ISBN 0-917493-09-5.
- Research Information System - John McCracken
- Busch, Julia M. , A Decade of Sculpture: the New Media in the 1960s (The Art Alliance Press: Philadelphia; Associated University Presses: London, 1974) شابک ‎۰-۸۷۹۸۲-۰۰۷-۱